# Genshō

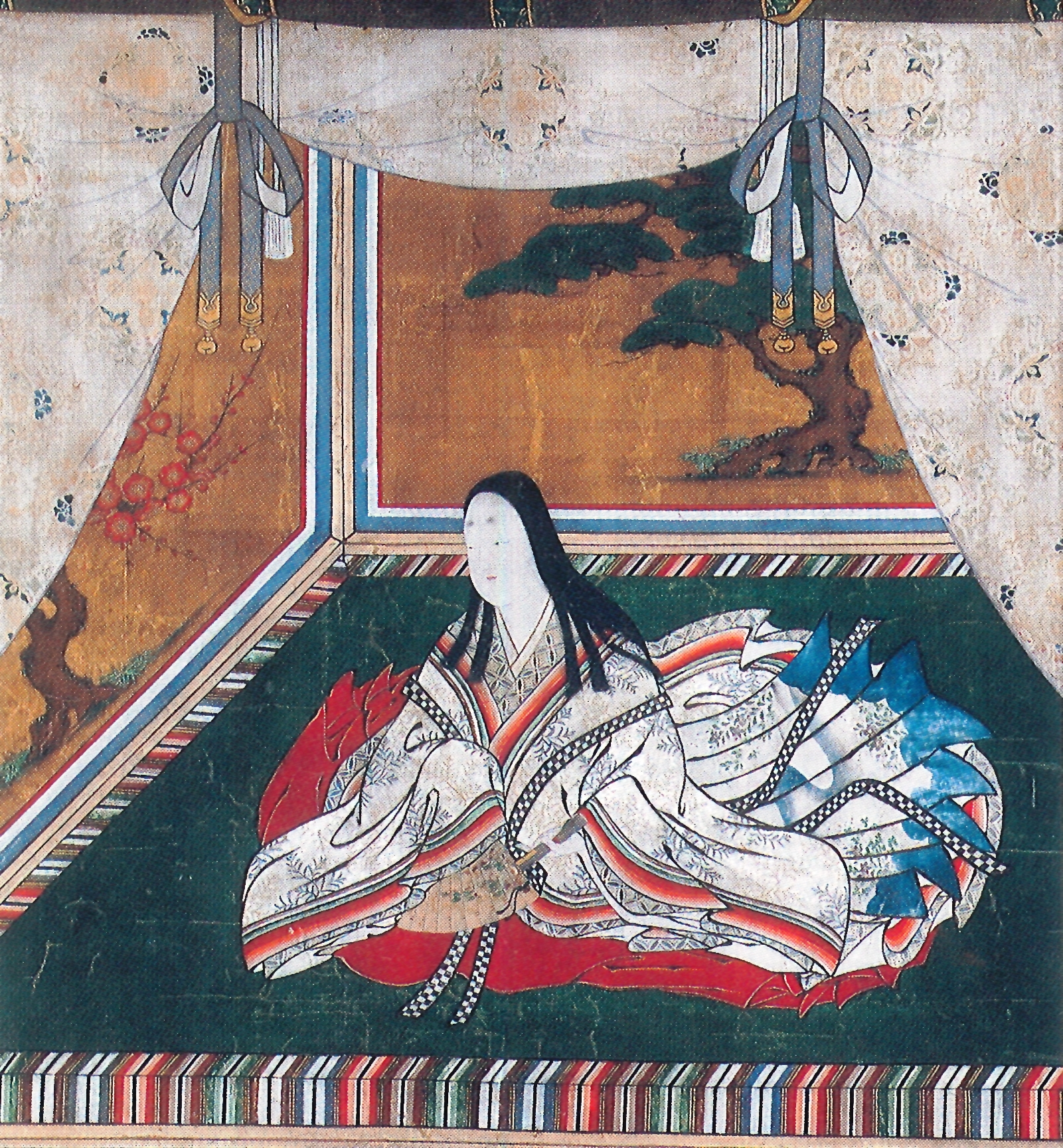
Kaiserin Genshö

Kaiserin Genshō (jap. 元正天皇, Genshō-tennō; * 680; † 21. April 748) war die 44. Tennō von Japan (715–724).
Sie herrschte in Heijō-kyō (heute Nara). Sie war eine Schwester des Kaisers Mommu. Sie übernahm den Thron von ihrer Mutter, Kaiserin Gemmei, die seit 707 regierte und zu ihren Gunsten abdankte, und hielt den Thron inne, bis ihr Neffe Kronprinz Obito erwachsen wurde, welcher der Sohn ihres früh verstorbenen Bruders Mommu war.